# Павлино
Па́влино (рос. Павлино) — присілок у складі Балашихинського міського округу Московської області, Росія.

## Населення
Населення — 96 осіб (2010; 66 у 2002).
Національний склад (станом на 2002 рік):
- росіяни — 92 %